# NASCAR Winston Cup 2003
De NASCAR Winston Cup 2003 was het 55e seizoen van het belangrijkste NASCAR kampioenschap dat in de Verenigde Staten gehouden wordt en het laatste jaar dat het kampioenschap doorging onder de naam Winston Cup. Het seizoen startte op 16 februari met de Daytona 500, voorafgegaan door de exhibitiewedstrijd Budweiser Shootout en de Daytona kwalificatieraces Gatorade Duels en eindigde op 16 november met de Ford 400. Het kampioenschap werd gewonnen door Matt Kenseth. De trofee rookie of the year werd gewonnen door Jamie McMurray.

## Races
Top drie resultaten, exhibitie- en kwalificatiewedstrijden staan niet vermeld.
| '  | Datum  | Race                             | Circuit                         | Winnaar            | Tweede             | Derde              |
| 1  | 16-feb | Daytona 500                      | Daytona International Speedway  | Michael Waltrip    | Kurt Busch         | Jimmie Johnson     |
| 2  | 23-feb | Subway 400                       | North Carolina Speedway         | Dale Jarrett       | Kurt Busch         | Matt Kenseth       |
| 3  | 2-mrt  | UAW-DaimlerChrysler 400          | Las Vegas Motor Speedway        | Matt Kenseth       | Dale Earnhardt jr. | Michael Waltrip    |
| 4  | 10-mrt | Bass Pro Shops MBNA 500          | Atlanta Motor Speedway          | Bobby Labonte      | Bobby Labonte      | Dale Earnhardt jr. |
| 5  | 26-mrt | Carolina Dodge Dealers 400       | Darlington Raceway              | Ricky Craven       | Kurt Busch         | Dave Blaney        |
| 6  | 23-mrt | Food City 500                    | Bristol Motor Speedway          | Kurt Busch         | Matt Kenseth       | Bobby Labonte      |
| 7  | 30-mrt | Samsung/RadioShack 500           | Texas Motor Speedway            | Ryan Newman        | Dale Earnhardt jr. | Jeff Gordon        |
| 8  | 6-apr  | Aaron's 499                      | Talladega Superspeedway         | Dale Earnhardt jr. | Kevin Harvick      | Elliott Sadler     |
| 9  | 13-apr | Virginia 500                     | Martinsville Speedway           | Jeff Gordon        | Bobby Labonte      | Dale Earnhardt jr. |
| 10 | 27-apr | Auto Club 500                    | California Speedway             | Kurt Busch         | Bobby Labonte      | Rusty Wallace      |
| 11 | 3-mei  | Pontiac Excitement 400           | Richmond International Raceway  | Joe Nemechek       | Bobby Labonte      | Dale Earnhardt jr. |
| 12 | 25-mei | Coca-Cola 600                    | Charlotte Motor Speedway        | Jimmie Johnson     | Matt Kenseth       | Bobby Labonte      |
| 13 | 1-jun  | MBNA Armed Forces Family 400     | Dover International Speedway    | Ryan Newman        | Jeff Gordon        | Bobby Labonte      |
| 14 | 8-jun  | Pocono 500                       | Pocono Raceway                  | Tony Stewart       | Mark Martin        | Matt Kenseth       |
| 15 | 15-jun | Sirius 400                       | Michigan International Speedway | Kurt Busch         | Bobby Labonte      | Jeff Gordon        |
| 16 | 22-jun | Dodge/Save Mart 350              | Infineon Raceway                | Robby Gordon       | Jeff Gordon        | Kevin Harvick      |
| 17 | 5-jul  | Pepsi 400                        | Daytona International Speedway  | Greg Biffle        | Jeff Burton        | Ricky Rudd         |
| 18 | 13-jul | Tropicana 400                    | Chicagoland Speedway            | Ryan Newman        | Tony Stewart       | Jimmie Johnson     |
| 19 | 20-jul | New England 300                  | New Hampshire Motor Speedway    | Jimmie Johnson     | Kevin Harvick      | Matt Kenseth       |
| 20 | 27-jul | Pennsylvania 500                 | Pocono Raceway                  | Ryan Newman        | Kurt Busch         | Dale Earnhardt jr. |
| 21 | 3-aug  | Brickyard 400                    | Indianapolis Motor Speedway     | Kevin Harvick      | Matt Kenseth       | Jamie McMurray     |
| 22 | 10-aug | Sirius at the Glen               | Watkins Glen International      | Robby Gordon       | Scott Pruett       | Dale Earnhardt jr. |
| 23 | 17-aug | GFS Marketplace 400              | Michigan International Speedway | Ryan Newman        | Kevin Harvick      | Tony Stewart       |
| 24 | 23-aug | Sharpie 500                      | Bristol Motor Speedway          | Kurt Busch         | Kevin Harvick      | Jamie McMurray     |
| 25 | 31-aug | Mountain Dew Southern 500        | Darlington Raceway              | Terry Labonte      | Kevin Harvick      | Jimmie Johnson     |
| 26 | 6-sep  | Chevy Rock and Roll 400          | Richmond International Raceway  | Ryan Newman        | Jeremy Mayfield    | Ricky Rudd         |
| 27 | 14-sep | Sylvania 300                     | New Hampshire Motor Speedway    | Jimmie Johnson     | Ricky Rudd         | Joe Nemechek       |
| 28 | 21-sep | MBNA America 400                 | Dover International Speedway    | Ryan Newman        | Jeremy Mayfield    | Tony Stewart       |
| 29 | 28-sep | EA Sports 500                    | Talladega Superspeedway         | Michael Waltrip    | Dale Earnhardt jr. | Tony Stewart       |
| 30 | 5-okt  | Banquet 400                      | Kansas Speedway                 | Ryan Newman        | Bill Elliott       | Jeremy Mayfield    |
| 31 | 11-okt | UAW-GM Quality 500               | Charlotte Motor Speedway        | Tony Stewart       | Ryan Newman        | Jimmie Johnson     |
| 32 | 19-okt | Subway 500                       | Martinsville Speedway           | Jeff Gordon        | Jimmie Johnson     | Tony Stewart       |
| 33 | 27-okt | Bass Pro Shop MBNA 500           | Atlanta Motor Speedway          | Jeff Gordon        | Tony Stewart       | Jimmie Johnson     |
| 34 | 2-nov  | Checker Auto Parts 500           | Phoenix International Raceway   | Dale Earnhardt jr. | Jimmie Johnson     | Ryan Newman        |
| 35 | 9-nov  | Pop Secret Microwave Popcorn 400 | North Carolina Speedway         | Bill Elliott       | Jimmie Johnson     | Jeremy Mayfield    |
| 36 | 16-nov | Ford 400                         | Homestead-Miami Speedway        | Bobby Labonte      | Kevin Harvick      | Jimmie Johnson     |

## Eindstand - Top 10
Eindstand, aantal overwinningen (W) en punten (Ptn).
|    | Coureur            | Team                     | Auto      | W | Ptn  |
| -- | ------------------ | ------------------------ | --------- | - | ---- |
| 1  | Matt Kenseth       | Roush Racing             | Ford      | 1 | 5022 |
| 2  | Jimmie Johnson     | Hendrick Motorsports     | Chevrolet | 3 | 4932 |
| 3  | Dale Earnhardt jr. | Dale Earnhardt, Inc.     | Chevrolet | 2 | 4815 |
| 4  | Jeff Gordon        | Hendrick Motorsports     | Chevrolet | 3 | 4785 |
| 5  | Kevin Harvick      | Richard Childress Racing | Chevrolet | 1 | 4770 |
| 6  | Ryan Newman        | Penske Racing            | Dodge     | 8 | 4711 |
| 7  | Tony Stewart       | Joe Gibbs Racing         | Chevrolet | 2 | 4549 |
| 8  | Bobby Labonte      | Joe Gibbs Racing         | Chevrolet | 2 | 4377 |
| 9  | Bill Elliott       | Evernham Motorsports     | Dodge     | 1 | 4303 |
| 10 | Terry Labonte      | Hendrick Motorsports     | Chevrolet | 1 | 4162 |